# R. John Ellis
Reginald John Ellis, född den 12 februari 1935, är en brittisk biokemist vid Warwickuniversitetet i Coventry. Tillsammans med Arthur Horwich har han upptäckt, undersökt och beskrivit de så kallade chaperonerna, proteiner som hjälper andra proteiner att vecka sig. Han inledde sin akademiska karriär på King's College i London och har även varit knuten till bland annat Oxfords universitet och University of Aberdeen.

## Biografi
Ellis utbildades vid Highbury Grammar School, London och studerade sedan vid King's College London där han tog en kandidatexamen 1956 och doktorsexamen 1960 på doktorandforskning om transamineringsenzymologi under handledning av professor D. D. Davies. 

## Karriär och vetenskapligt arbete
Ellis blev vetenskaplig ledare vid ARC (Agriculture Research Council) Unit of Plant Physiology, Imperial College, University of London, 1959–61 och ARC forskningsstipendiat vid Institutionen för biokemi på University of Oxford, 1961–64. Han arbetade där med reglering av bakteriell sulfatreduktion under professor C. A. Pasternak.
År 1964 började Ellis på University of Aberdeen som föreläsare vid institutionen för botanik, men flyttade till dess institution för biokemi 1968 efter en gästprofessur vid University of Toronto 1967.
År 1970 flyttade Ellis till den nyöppnade institutionen för biologiska vetenskaper vid University of Warwick som universitetslektor och grundande chef för Chloroplast Research Group. Han har därefter fortsatt att arbeta vid Warwick University som föreläsare (från 1973), innehavare av en personlig professur (från 1976) och professor emeritus (från 1996). Han var även gästprofessor vid institutionen för kemi vid University of Oxford från 1996 till 2000. Från 1990 till 2009 organiserade han årliga möten för UK Molecular Chaperone Club vid universiteten i Oxford, Cambridge, London, Bristol, Birmingham och Warwick.
De huvudsakliga resultaten av Ellis’ forskning är
- 1973: Första identifieringen av en produkt av proteinsyntes av kloroplastribosomer.[3]
- 1978: Första demonstrationen av in vitro post-translationell proteintransport.[4]
- 1980: Första demonstrationen av bindningen av en chaperon till en nyligen syntetiserad polypeptid.[5]
- 1987: Formulering av det allmänna begreppet molekylär chaperonfunktion.[6]
- 1988: Upptäckten av chaperoninerna.[7]
- 2000: Första demonstrationen att makromolekylär trängsel påverkar proteinveckning och aggregering.[8]